# Лајдерсбах
Лајдерсбах (њем. Leidersbach) општина је у њемачкој савезној држави Баварска. Једно је од 32 општинска средишта округа Милтенберг. Према процјени из 2010. у општини је живјело 4.892 становника. Посједује регионалну шифру (AGS) 9676136.

## Географски и демографски подаци
Лајдерсбах се налази у савезној држави Баварска у округу Милтенберг. Општина се налази на надморској висини од 196 метара. Површина општине износи 19,8 km². У самом мјесту је, према процјени из 2010. године, живјело 4.892 становника. Просјечна густина становништва износи 246 становника/km².